# Heinrich Denzinger
Heinrich Joseph Dominikus Denzinger (10. října 1819 Lutych – 19. června 1883 Würzburg) byl katolický teolog.

## Původ
Jeho rodiči byli profesor Ignaz Denzinger (1782-1862) a jeho manželka Marie Thekla Molitorová. Otec byl profesorem filozofie v Lutychu a v roce 1831 se přestěhoval do Würzburgu. Starší bratr Leopold August (23. června 1818 Lutych − † po roce 1894) studoval v Berlíně, stal se profesorem římského práva ve Würzburgu a v roce 1851 byl vysvěcen na kněze; v letech 1862−1867 působil jako místní farář ve Waldbüttelbrunnu. Jeho mladší bratr Franz Josef Denzinger (1821–1894) se stal architektem a od roku 1859 byl architektem katedrály v Regensburgu (přístavba dvou věží, transept s hřebenovou věžičkou), v letech 1869–1879 se podílel také na obnově a rozšíření frankfurtské katedrály.

## Život
Od roku 1848 byl profesorem exegeze Nového zákona a od roku 1854 profesorem dogmatiky na univerzitě ve Würzburgu. Spolu s Georgem Antonem Stahlem, Josephem Hergenrötherem a Franzem Hettingerem patřil k představitelům tzv. římské teologie, díky níž se Würzburg stal centrem této „římské školy“. V roce 1854 založil sbírku pramenů Enchiridion Symbolorum, která se – v četných revizích – používá i ve 21. století. Obsahuje všechna vyznání víry a církevní pedagogické dokumenty k otázkám víry a morálky, které jsou důležité pro katolickou teologii. V liturgické vědě je stále hojně využívaná, protože nenahrazená, sbírka latinských překladů textů východní církve pro slavení neeucharistických svátostí, kterou vydal Denzinger: Ritus Orientalium, Coptorum, Syrorum et Armenorum in administrandis sacramentis (2 svazky, Würzburg, 1863–1864).
Mimo jiné u něho v roce 1856 získal doktorát z katolické teologie Anton von Scholz s tématem De inhabitatione Spiritus Sancti (česky: O přebývání Ducha svatého), který byl později profesorem teologické fakulty a rektorem Univerzity Julia Maxmiliána ve Würzburgu.